# Opotiki District
Der Opotiki District ist eine zur Region Bay of Plenty gehörende Verwaltungseinheit in Neuseeland. Der Rat des Distrikts, Opotiki District Council (Distriktrat) genannt, hat seinen Sitz in der Stadt Opotiki, ebenso wie die Verwaltung des Distrikts.

## Geographie

### Geographische Lage
Der Distrikt stellt mit 3089 km² reiner Landfläche den zweitgrößten Distrikt in der Region Bay of Plenty dar. Mit 8436 im Jahr 2013 gezählten Einwohnern kommt der Distrikt auf eine Bevölkerungsdichte von 2,7 Einwohner pro km² und ist damit der Distrikt mit der niedrigsten Bevölkerungsdichte.
Der Opotiki District grenzt nur an zwei Distrikte an, im Westen an den Whakatāne District und im Süden bis Osten an den Gisborne Distrikt. Im Norden bildet die Küste zum Pazifischen Ozean die natürliche Grenze.
Der Opotiki District verfügt über eine 160 km langen Küstenlinie, die vom Ōhiwa Harbour im Westen bis kurz vor Potaka, einer kleinen Siedlung im Osten 15 km hinter Cape Runaway reicht. Bis auf wenige Küstenabschnitte ist der gesamte Distrikt bewaldet. In ihm liegen die Wälder der Waioeka Conservation Area, Urutawa Conservation Area und Raukumara Conservation Area mit einigen über 1000 m hohen Bergen, wie dem Kaharoa mit 1025 m, dem Ta Waiti Hill mit 1011 m, dem Rangipoua mit 1041 m, dem Puketoetoe mit 1113 m und dem mit 1426 m höchsten Berg des Distrikts, dem Potts Peak.
Von den dreizehn Flüssen, die allesamt nach Norden oder Nordwesten fließen und dort in den Pazifischen Ozean münden, sind der Motu River, der Ōtara River und der Waioeka River die bedeutsamsten. Einzige Stadt im Distrikt mit über 1000 Einwohnern ist Opotiki, die auf knapp 4200 Einwohnern kommt.

### Klima
Das Klima ist vergleichbar mit dem des Whakatāne District, mit sehr warmen zuweilen tropisch Sommern und mit recht milden Wintern. Die Küste ist durch die südlich liegenden Berge von dem zeitweise auftretenden kühlen Südwestwind, der manchmal ganz Neuseeland im Griff haben kann, geschützt. Dafür können aber die Ausläufer von tropischen Stürmen ihre erheblichen Regenmengen an der Küste abregnen lassen. Die Region gilt als die sonnenreichste Region Neuseelands.

## Bevölkerung

### Bevölkerungsentwicklung
Von den 8436 Einwohnern des Distrikts waren 2013 4518 Einwohner Māori-stämmig (53,6 %). Damit lebten 0,8 % der Māori-Bevölkerung des Landes im Opotiki District. Das durchschnittliche Einkommen in der Bevölkerung lag 2013 bei 20.700 NZ$ gegenüber 28.500 NZ$ im Landesdurchschnitt.

### Herkunft und Sprachen
Die Frage nach der Zugehörigkeit einer ethnischen Gruppe beantworteten in der Volkszählung 2013 52,0 % mit Europäer zu sein, 60,6 % gaben an, Māori-Wurzeln zu haben, 2,9 % kamen von den Inseln des pazifischen Raums und 2,5 % stammten aus Asien (Mehrfachnennungen waren möglich). 7,9 % der Bevölkerung gab an in Übersee geboren zu sein und 23,8 % der Bevölkerung sprachen Māori, unter den Māori 37,8 %.

## Politik

### Verwaltung
Der Opotiki District ist seinerseits noch einmal in drei Wards eingeteilt, dem Opotiki Ward mit drei Councillors (Ratsmitgliedern), dem Waioeka/Waiotahi Ward mit zwei und dem Coast Ward mit einem Councillors. Zusammen mit dem Mayor (Bürgermeister) bilden sie den District Council (Distriktsrat). Der Bürgermeister und die sechs Ratsmitglieder werden alle drei Jahre neu gewählt.

## Wirtschaft
Der mit Abstand größte Wirtschaftsfaktor des Distrikts ist die Landwirtschaft. Mit einem Bruttosozialprodukt von rund 65 Millionen NZ$ ist der Wirtschaftszweig um das gut Zweieinhalbfache größer als die Forstwirtschaft und die Fischerei zusammengenommen und macht rund 35 % des Gesamtproduktes des Distrikts aus. Obwohl rund 16.000 ha artfremder Wald für die Forstwirtschaft zur Verfügung stehen, kann der Wald auf Grund mangelnder Erlöse wirtschaftlich nicht im vollen Umfang genutzt werden.
In der Landwirtschaft produzieren über 400 Farmen auf einer Fläche von rund 75.660 ha. 38 % dieser Flächen wird für die Fleischproduktion und für die Milchwirtschaft genutzt. Mit rund 22.000 Kühen erzeugen 100 Betriebe rund 80 Millionen Liter Milch pro Jahr. Der Anbau von Mais und anderen Feldfrüchten bildet eine weitere Einkommensquelle, ebenso, wie die Zucht von Hirschen und Schafe.
Ein geplanter Hafenausbau und eine 3800 ha große Muschelfarm sechs Kilometer vor der Küste sollten der Stadt Opotiki und dem Opotiki District Council dringend benötigte Arbeitsplätze und einen Wirtschaftsaufschwung für die Region bringen. Man rechnete mit rund 900 Arbeitsplätzen, die 27 Millionen NZ$ Haushaltseinkommen und damit Kaufkraft bringen und dem Distrikt rund 34 Millionen NZ$ in die Kassen spülen würden. Eastern Seafarms Limited, eine Firmengründung unter Beteiligung des örtlichen Iwi Whakatōhea (54 %), der Firma Sealord (26 %) und NZ Sea Farms (20 %), hat mit der Anlage der ersten Muschelbänke den Start zur Muschelfarm vor der Küste im September 2010 begonnen. Auch zeigte bereits ein chinesisches Unternehmen Interesse an einer Zusammenarbeit im Aquafarming. Im August 2013 wurde dem Projekt durch die Verwaltung der Region die Finanzierung von 18 Millionen NZ$ über zwei Jahre bewilligt. 2023 wurde die Hafeneinfahrt durch zwei längliche, ins Meer ragende Steinwälle, die die Einfährt schützen soll, fertig gestellt. Damit konnte die Hafeneinfahrt für den Bootsverkehr frei gegeben.

## Infrastruktur

### Verkehr
Verkehrstechnisch angebunden ist der Opotiki District durch den New Zealand State Highway 2, der von Nordwesten kommend in der Stadt Opotiki nach Süden ins Hinterland abknickt und weiter bis nach Gisborne führt. Der State Highway 35 führt an der gesamten Küste entlang nach Osten, um später in Gisborne zu enden.

## Tourismus
Der Opotiki District Council versucht zusammen mit Gisborne und dem Wairoa District zusammen Eastland als Region touristisch zu vermarkten. Die mehr als 10.000 km² große Naturlandschaft zieht vor allem naturverbundene Reisende an. Badestrände sind hier nicht zu erwarten und die Berge bieten weitgehend nur unberührte Natur. So werden von Opotiki aus Wanderer auf den Tauranga Track, den Pakihi Track oder den Te Waiti Track geführt. Alle drei führen in die Berge. Dagegen führt der Opape Coastal Walkway von dem kleinen Ort Opape aus, der knapp 18 km östlich von Opotiki liegt, gut eine Stunde entlang der Küste. Auf den Flüssen Waioeka River und Motu River kann man Kayak und Jetboat fahren. Der Angelsport ist überall möglich. Entlang des State Highways 35 befinden sich zahlreiche kleine Orte mit mehrheitlich Māori-Bevölkerung. In einigen davon kann man mit Holzschnitzereien reich verzierte Wharenui (Versammlungshäuser) finden.

## Sehenswürdigkeiten
Etwa acht Kilometer südlich des Stadtzentrums von Opotiki ist der 4,5 ha große Hukutaia Domain zu finden, ein Park, in dem neben geschätzten 1500 verschiedenen Pflanzenarten ein über 2000 Jahre alter Puriri-Baum (vitex lucens) steht, in dessen Hohlraum am Fuße des Baums Māori die Knochen ihrer Toten beerdigt haben. Der Park wurde 1926 gegründet und von Norman Potts, der als Amateurbotaniker durch Neuseeland reiste, heimische Pflanzen sammelte und in dem Park anpflanzte, bis zu seinem Tode 1970 betreut.